# Soviet submarine K-43

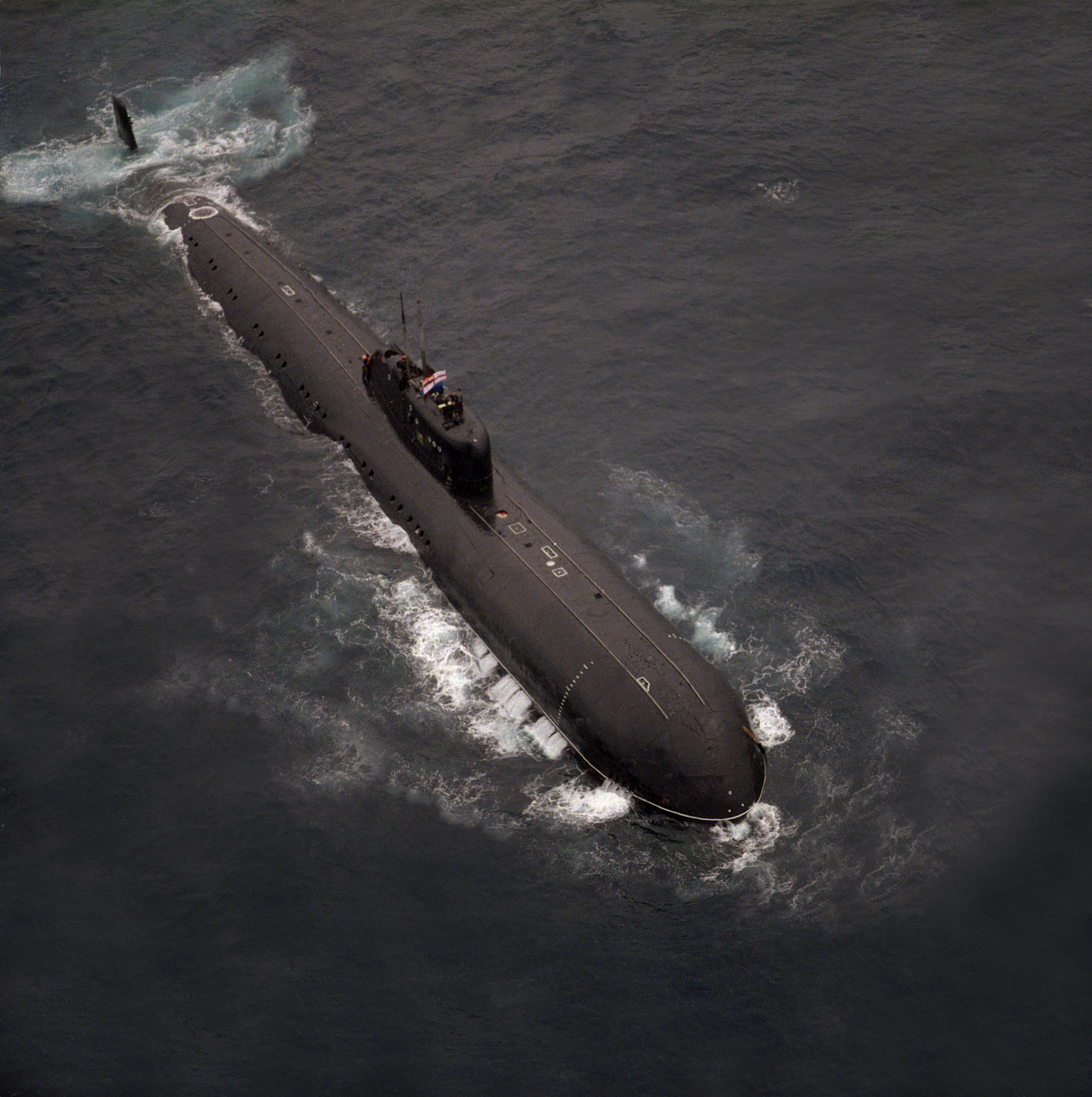
Submarino soviético clase K-43 Charles 1, pilotado por la armada india.

El K-43 era un submarino de misiles de crucero de propulsión nuclear de la clase Charlie operado por las armadas soviética e india. Fue construido entre 1964 y 1967 y entró en servicio en la armada soviética el 5 de noviembre de 1967. Sirvió como INS Chakra en lal armada india de 1988 a 1991.
Fue alquilado a la India el 1 de septiembre de 1987 y llegó a su base en Visakhapatnam el 3 de febrero de 1988 tras un largo viaje. Los soviéticos dijeron que el submarino fue transferido para ayudar a entrenar a la Armada India en el manejo de submarinos nucleares. Durante su servicio con la India, fue parcialmente tripulado por una tripulación soviética,. Al parecer, el alquiler del Chakra ayudó a la India a adquirir experiencia de primera mano en el manejo de un submarino nuclear que les ayudó a construir los submarinos nucleares de la clase Arihant

## Descripción
El K-43 tenía una eslora total de 94 m (308 pies), una manga de 10 m (33 pies) y un calado de 8 m (26 pies). Desplazaba 4000 toneladas (3900 toneladas largas; 4400 toneladas cortas) en superficie y 5000 toneladas (4 900 toneladas largas; 5500 toneladas cortas) en inmersión. La dotación del submarino era de unas 100 personas.
La embarcación tenía una hélice de cinco palas accionada por un reactor de agua a presión VM-5. Podía alcanzar una velocidad máxima de 16 nudos (30 km/h; 18 mph) en superficie y 23 nudos (43 km/h; 26 mph) en inmersión. El K-43 podía transportar hasta 8 misiles de crucero SS-N-7 Starbright con capacidad nuclear. Tenía seis tubos de torpedos de 533 mm (21 pulgadas) que podían llevar 12 torpedos o 12 misiles antisubmarinos SS-N-15 Starfish.

## Historia
En octubre de 1986, el Politburó soviético declaró que tenía la intención de transferir un submarino de la clase Charlie a la India con fines de entrenamiento. Era la primera vez que se transfería un submarino nuclear a otro país. Se decidió así para demostrar el compromiso de la Unión Soviética con el fortalecimiento de la India. Pero algunos políticos expresaron graves consecuencias negativas debido a la transferencia. Sin embargo, el politburó encabezado por Gorbachov decidió que los beneficios políticos superaban las preocupaciones.
Los soviéticos, durante el alquiler a India, inspeccionarían regularmente el submarino y manipularían el combustible nuclear. Los medios de comunicación soviéticos afirmaron que el submarino no llevaría armas nucleares.

### Transferencia a India
Se construyó una nueva base naval en Visakhapatnam con la ayuda de la Unión Soviética para manejar el submarino. Una tripulación india llegó a un centro de formación en Kirova para realizar un curso de formación de dos años. El embajador indio, Nurul Hasan, visitó a la tripulación india durante este tiempo.

## Historia operacional
El submarino fue construido entre 1964 y 1967 y entró en servicio en la marina soviética el 5 de noviembre de 1967. Tras regresar a la Unión Soviética después de su arrendamiento a la India, continuó en servicio con la Armada soviética y finalmente fue retirado del servicio el 30 de julio de 1992 y vendido para su desguace.

### Servicio en la Armada India
El submarino partió hacia la India el 5 de enero de 1988 desde Vladivostok y ese mismo día se incorporó a la Armada india. Atravesó el Mar de China Meridional y el Estrecho de Malaca, donde fue escoltado por una fragata india, el INS Dunagiri. Fue constantemente rastreado por aviones P-3 Orion estadounidenses y australianos durante todo el viaje. Llegó a Visakhapatnam el 2 de febrero de 1988. El submarino fue recibido por el Primer ministro indio, Rajiv Gandhi; el ministro de Defensa, K. C. Pant; el Jefe de Personal Naval, G. J. Nadkami, y el comandante de Orden Naval Oriental, vicealmirante S. C. Chopra, quién navegó en el submarino.
El Chakra participó en la Revisión de la Flota Presidencial del 15 de febrero de 1989 en Mumbai, cuando fue visto por millones de indios en la televisión. El traslado del submarino recibió una amplia cobertura en los medios de comunicación internacionales, y la revista Time calificó a la India de "potencia en ascenso", mientras que el Washington Post lo llamó "matón oriental".
En contra de la percepción popular, el Chakra estaba parcialmente tripulado y controlado por la tripulación soviética,
Al finalizar el contrato de arrendamiento, el Chakra partió hacia la Unión Soviética desde Visakhapatnam el 16 de diciembre de 1990 y fue escoltado por el INS Savitri durante todo su viaje. Fue retirado del servicio en enero de 1991.
A más largo plazo, el alquiler del Chakra habría servido para que India adquiriera experiencia de primera mano en el manejo de un submarino nuclear, lo que le ayudó a construir la clase Arihant de submarinos nucleares en 2010.